# Рудраварман I (царь Тямпы)
Рудраварман I (Ку Шри Рудраварман, Гаоши Люйтолэбамо) — тямский царь, правивший около середины VI века на территории Центрального Вьетнама. В состав его государства предположительно входили не только царство Линьи, но и долина реки Тхубон (современная провинция Куангнам). В союзе с китайцами несколько раз вторгался в государство вьетов Вансуан на севере современного Вьетнама.

## Упоминания в надписях долины Тхубон. Происхождение
Тямский царь Рудраварман упоминается в санскритских надписях долины реки Тхубон. В двойной надписи на стеле из Мишона (номер надписи C.73, сторона А) рассказывается о царе Шри Рудравармане, «украшении семьи брахманов и кшатриев», во время правления которого в V веке эры шака (между 478 и 578 годами н. э.) сгорел дотла «храм Бога Богов» (судя по контексту, речь идёт о храме Бхадрешвары, возведённом царём Бхадраварманом I).
В упомянутой выше надписи из долины Тхубон, а также в надписи на стеле, установленной тямским царём Викрантаварманом I (Пракашадхарманом) в Мишоне в 658 году (C.96), содержатся обрывочные сведения о происхождении Рудравармана и его месте в череде ранних тямских правителей. Судя по контексту, Рудраварман принадлежал к династии тямских царей долины Тхубон, основанной за несколько поколений до него неким Гангараджей. Династия эта, исходя из содержания надписей, происходила одновременно из варн брахманов и кшатриев. Относительно происхождения самого Рудравармана говорится, что был сыном «лучшего из дваждырождённых и внучки по матери Шри Маноратхавармана» (имя его отца в надписях не сохранилось). Исходя из этого, делается вывод, что Рудраварман правил позднее тямского царя Маноратхавармана и, возможно, был его непосредственным преемником на тямском престоле. Сыном и, очевидно, наследником Рудравармана был царь Шамбхуварман.
На стеле, предположительно установленной тямским царём Викрантаварманом II в Мишоне в 712 году (C.81), о Рудравармане говорится как о царе, который вслед за царём Бхадраварманом I вернул (или подтвердил возврат или пожалование) калану мишонского храмового комплекса B1 различные имущественные привилегии: «золото, серебро, вадала, одежду, мелассу, зерно, и пожалования освобождения от налога на зерно вместе с житницами и полями, которые были захвачены, справедливо или нет, и эксплуатировались другими царями, вместе с запасённым зерном». Эта надпись, так же как и надпись C.73, указывает на то, что Рудраварман правил в долине Тхубон хронологически позднее царя Бхадравармана I.

## Внешняя политика
Китайские хроники содержат сведения о царе Линьи по имени Гаоши Люйтолэбамо, который присылал посольства к китайскому двору в 530 и 534 годах. Ряд исследователей (в частности, Ж. Масперо, У. Саусворт) считают это имя китайской трансформацией санскритского имени Ку Шри Рудраварман. В дальнейшем посольства Линьи прибывали в Китай в 568 и 572 годах. По мнению французского ориенталиста Жоржа Масперо, их также направлял Рудраварман I.
Согласно древнекитайским (в частности, Цзы чжи тун цзянь) и древневьетским (например, Дайвьет ши ки тоан тхы) историческим хроникам, Рудраварман I впервые совершил военный поход на север Вьетнама в 543 году (по данным Масперо, в 541 году) во время войны вьетской династия ранних Ли против китайской династии Лян. Когда в начале года китайские войска императора У-ди вторглись во Вьетнам с севера, Рудраварман I по договорённости с китайцами должен был ударить по Вансуану с юга, но промедлил, в результате чего китайская армия потерпела от вьетов сокрушительное поражение. Рудраварман вторгся в Вансуан только в мае того же года, но вскоре был разбит вьетским полководцем Фам Ту в районе Кыудык (современная провинция Хатинь) и в июне вернулся в своё царство.
Рудраварман I возобновил военные набеги на территорию Вансуана только через 15 лет, в период междоусобной борьбы между выонгом Чьеу Куанг Фуком и Ли Фат Ты, начавшейся в 557 году.